# Друга земаљска конференција КПЈ
Друга земаљска конференција Комунистичке партије Југославије одржана је од 9. до 12. маја 1923. у Бечу.

## Рад Конференције
Конференција је протекла у духу оштре расправе о узроцима сукобљавања између већине у партијском руководству на челу са Симом Марковићем и партијске мањине, која је главну сметњу за организационо јачање КПЈ видела у опортунизму руководства. У анализи дотадашњег развоја југословенског комунистичког покрета полазило се од оцена Четвртог конгреса Коминтерне и на тој основи покренути су идејни проблеми и битна питања садржаја и стратегије КПЈ.
Био је потврђен став о потреби изградње илегалне партије, закључено је да у унутрашњој организацији КПЈ, а и свих других радничких организација, мора да буде примењен принцип демократског централизма, да се формира способан партијски апарат са школованим кадровима, те увођење нових метода рада. Одлучено је и да се руководство КПЈ мора налазити у Краљевини СХС, а не у иностранству.
На Конференцији је превладало убеђење да су узроци националних сукоба у Краљевини СХС државни централизам и хегемонија српске буржоазије, конкурентска борба националних буржоазија у економској сфери, те незадовољство свих друштвених класа својим економским и социјалним положајем. Као и на Првој земаљској конференцији, у основуи партијске политике постављена је борба против хегемоније српске буржоазије и државног централизма. Одбацујући могућност решавања националног питања у оквиру буржоаског поретка, Конференција се није бавила питањима акционог програма у тој области, осим што је, у духу ставова Трећег и Четвртог конгреса Коминтерне о спајању ослободилачке борбе национално угњетених и класно експлоатисаних, истакнут захтев да Комунистичка партија преузме руководећу улогу у тој ослободилачкој борби.
На Конференцији је оцењено да је занемарен рад на селу и закључено да се припреми аграрни програм КПЈ и упуте за рад комуниста на селу полазећи од захтева за радикално решење аграрног питања у корист сељака беземљаша. Закључено је да се проведе одлука Прве земаљске конференције КПЈ о стварању комунистичких фракција (актива) у синдикатима, да се оснују класна радничка културна и спортска друштва, проширује утицај у свим радничким организацијама и остало.
На Конференцији су у Централно партијско веће били изабрани Триша Кацлеровић, Василије Срзентић, Ђуро Ђаковић, Ђуро Цвијић, Јакоб Жорга, Сима Миљуш и Јожеф Хермал.

## Последице
После Друге земаљске конференције КПЈ, још су се јасније испољили различити погледи на кључна питања политике КПЈ, организационо, сељачко и синдикално. Размимоилажења су се продубила до тог степена да се јасно оцртала граница између леве и десне фракције у КПЈ.